# Абдала II
Абдала (Абдаллах, Абдуллахі) II (*д/н — 1335) — 21-й маї (володар) імперії Канем в 1315—1335 роках.

## Життєпис
Походив з династії Сейфуа. Син маї Кадая. Ймовірно, на час загибелі батька 1277 року був досить малим. Тому трон перейшов до стрийка Бірі II.
1315 року за підтримки єріма (голови військ на півночі) повстав проти свого стриєчного брата — маї Ібраїма I, якого вдалося перемогти. В результаті Абдала II здобув владу. На думку низки дослідників, намагався відновити патрилінійний принцип спадковості.
В хроніках згадується про спокійне панування цього маї. Напевне з одного боку в розширенні стикнувся з потужними сусідами — імперією Малі на заході та державою Даджу.
Разом з тим посилюється вплив військовиків та місцевої знаті. Помер 1335 року. Йому спадкував син Салмама II.